# Information (Berlin)
Information è il primo album in studio del gruppo musicale statunitense Berlin, pubblicato nel 1980.

## Tracce
1. Mind Control – 3:09
2. Modern World – 3:54
3. Overload – 4:17
4. City Lights – 4:38
5. Information – 4:30
6. Talk Talk Video – 3:25
7. Fascination – 4:00
8. A Matter of Time – 4:09
9. Middle Class Suicide – 3:20
10. Uncle Sam – 3:45